# Integrationsplattform
Integrationsplattform är ett samlingsbegrepp för tekniska lösningar som möjliggör automatiserad överföring av data mellan olika informationssystem. Dessa plattformar används för att knyta samman applikationer, tjänster eller databaser inom eller mellan organisationer, med syfte att effektivisera flöden, minska manuella arbetsmoment och öka datakvalitet.

## Översikt
Integrationsplattformar kan beskrivas som ett meddelandehanterande mellanlager (eng. middleware) som hanterar datakommunikation, översättning av format, felhantering och ibland även logik för affärsflöden. De förekommer i allt från små och medelstora företag till större myndigheter och internationella koncerner.
Plattformen kopplar samman system med olika tekniska förutsättningar, till exempel moderna molntjänster och äldre lokala affärssystem. Med hjälp av fördefinierade gränssnitt (API:er), meddelandeköer och schemalagda överföringar möjliggörs en helhet där information rör sig obrutet mellan system.

## Vanliga användningsområden
Integrationsplattformar används bland annat för att:
- Synkronisera produkt-, order- och kunddata mellan webbshop och affärssystem
- Överföra faktura- och betalningsinformation mellan ekonomisystem och banktjänster
- Knyta ihop HR-system med lönesystem och personaladministration
- Integrera CRM med affärssystem för automatisering av säljflöden[2]

## Typer av integrationsplattformar

### iPaaS (Integration Platform as a Service)
iPaaS är en molnbaserad integrationsplattform där användaren, ofta via ett webbgränssnitt, kan skapa och administrera integrationer. Plattformen hanteras av en tredjepartsleverantör och möjliggör snabb driftsättning utan lokal infrastruktur. Ett exempel på en nordisk iPaaS-lösning är Junipeer, som i sin artikel beskriver hur integrationsplattformar används inom e-handel, affärssystem och automatiserad datahantering.

### Lokala plattformar (on-premise)
Används i organisationer med egna servrar och strikta säkerhetskrav. Dessa kräver ofta mer teknisk kompetens och driftansvar internt.

### Hybridlösningar
Kombinerar molnbaserade och lokala integrationer. Vanliga i större organisationer med komplexa systemmiljöer.

## Tekniska egenskaper
De flesta integrationsplattformar tillhandahåller:
- Stöd för olika protokoll (REST, SOAP, AMQP)
- Datatransformation (exempelvis XML till JSON)
- Felhantering och loggning
- Övervakning i realtid
- Rollstyrd åtkomstkontroll
- Kryptering och efterlevnad av regelverk såsom GDPR[5]

## Fördelar
- Minskar risken för fel vid manuell hantering
- Förbättrar informationsflödet mellan avdelningar
- Möjliggör automatisering av rutinuppgifter
- Ökar förmågan att anpassa sig till förändrade tekniska krav

## Utmaningar
- Initial kostnad och komplexitet vid implementation
- Beroende av tillgång till väldefinierade API:er
- Risk för systemberoenden om plattformen inte är standardbaserad

## Relaterade ämnen
- Affärssystem
- API
- Digitalisering
- Middleware